# Бертрандит
Бертранди́т (рос. бертрандит; англ. bertrandite; нім. Bertrandit) — мінерал, діортосилікат берилію острівної будови. Бертрандит — один з головних берилієвих мінералів.

## Історія та етимологія
Був вперше знайдений в 1883 році біля Нанта у Франції і названий на честь французького мінералога Еміля Бертрана (E. Bertrand, 1844—1909).

## Загальний опис
Формула: Be4(OH)2[Si2O7].
Вміст ВеО 34,5-41,6 %; SiO2 — 50,3. Сингонія ромбічна. Структура представлена пов'язаними один з одним шарами здвоєних тетраедрів.
Утворює дрібні пластинчасті кристали, радіально-променисті і снопоподібні агрегати, зерна. Характерні двійники. Безбарвний, білий, рідше рожевий, жовтий; прозорий. Спайність довершена. Крихкий. Твердість 6—6,5. Густина 2,59—2,6.
Поширений в гідротермальних берилієвих родовищах (в асоціації з флюоритом, фенакітом, кварцом, польовим шпатом та інш.) і берилійвмісних гранітних пегматитах як продукт зміни берилу. Зустрічається в кварц-вольфраміт-молібденітових жилах, ґрейзенах і пегматитах нефелінових сієнітів. Зустрічається також у пегматитових жилах разом з берилом, турмаліном, гердеритом та інш., іноді в порожнинах у вигляді псевдоморфоз по берилу. Промисловий компонент чорних пісків.

## Розповсюдження
Знайдений у Франції, Італії, Чехії, США (у ряді штатів: Коннектикут, Вірджинія, Колорадо, Юта, Каліфорнія) Мексиці, Бразилії, Південній Кореї, Казахстані.

## Переробка
Основний метод збагачення — флотація при pH 8,3, а також комбінована переробка, що передбачає отримання з бідних руд флотоконцентрату, змішування його з багатою рудою, содою, фтористим натрієм та вилуговування берилію з отриманням гідроксиду та інш. сполук Be. Від берилу бертрандит відділяється магнітною сепарацією.